# HMS Augusta (1763)
HMS Augusta (1763) — 64-пушечный линейный корабль 3 ранга Королевского флота. Заказан 1 января 1761 года. Заложен 28 февраля 1761 года. Спущен на воду 13 июля 1763 года на частной верфи Stanton & Wells в Ротерхайт, Лондон. Достроен 12 августа 1763 года на королевской верфи в Дептфорде. Третий корабль, названный Augusta (Августа).

## Постройка
1 января 1761 года Адмиралтейством были выданы два заказа на постройку двух новых 64-пушечных «на место Augusta и St Albans». Свежий проект Слейда был одобрен 13 января. Он представлял собой уменьшенную версию 74-пушечной Bellona.
Контракты с двумя верфями, Стэнтона и Перри, были подписаны 28 января, причём Стэнтон обязался построить свой за 30 месяцев и уложился. (Перри подписался на 32 месяца, но его корабль не вступил в строй до 1771 года.) Проект возродился в 1780 году, когда по нему был построен ещё один корабль, HMS Director.
В 1794 году уцелевший St Albans получил дополнительно вооружение из 2 × 24-фунтовых карронад на баке и 6 × 18-фунтовых карронад на юте, а команда была урезана до 491 человека. в 1806 году он был полностью перевооружён 24-фунтовыми пушками системы Джона Говера: 26 на гон-деке, 26 на опер-деке, 2 плюс 10 × 24-фунтовых карронад на шканцах и 2 × 24-фунтовых карронады на баке.

## Служба
Вступил в строй в мае 1763 года, капитан Мэтью Уитвелл (англ. Matthew Whitwell); в октябре оснащён в Чатеме как брандвахта для службы в Норе.
1764 — брандвахта в Ширнесс.
1765 — снова переведён в Чатем.
1767 — капитан Джон Эванс (англ. John Evans).
1769 — обратно в Ширнесс.
1770 — капитан Кристофер Хилл (англ. Christopher Hill); октябрь, оснащение в Чатеме для службы в Канале.
1771 — капитан Томас Эванс (англ. Thomas Evans); май, выведен в резерв и рассчитан.
После того, как его тёзка Джон оставил командование, отслужив традиционные три года, капитан Томас Эванс получил приказ ввести Augusta в строй в ожидании разрыва с Испанией из-за Фолклендских островов. Когда же кризис окончился соглашением, корабль снова был выведен в резерв и разоружён.
1772 — 16 января обследован; май, средний ремонт в Чатеме по июль 1773 года.
Участвовал в Американской революционной войне.
1776 — август-декабрь, оснащение в Чатеме под брандвахту; возвращён в строй в октябре, капитан Фрэнсис Рейнольдс (англ. Francis Reynolds).
1777 — февраль-март, оснащение в Плимуте для службы в Канале; 28 марта ушёл в Северную Америку; был при Филадельфии; 22 октября при бомбардировке форта Ред Бэнк (Мерсер) вместе со шлюпом HMS Merlin сел на мель в реке Делавэр, сняться не смог; 23 октября от обстрела береговых батарей загорелся и взорвался.

## Гибель
22 октября Augusta, вместе с HMS Roebuck (44) капитан Хэмонд (англ. Andrew Snape Hamond), HMS Liverpool (28) капитан Белью (англ. Henry Bellew), HMS Pearl (32) капитан Томас Уилкинсон (англ. Thomas Wilkinson), и шлюпом HMS Merlin (16) коммандер Сэмюэл Рив (англ. Samuel Reeve), участвовала в атаке форта Миффлин, расположенного на острове Мад-Айленд (или Форт-Айленд) в реке Делавэр, чуть ниже входа в Шулкилл. Этот форт, при поддержке двух плавучих батарей и нескольких галер, вместе с батареями в Ред Бэнк на берегу Нью-Джерси, прикрывал заграждения, своего рода подводные брустверы изобретения Бена Франклина, способные пробить днище любому кораблю, которые препятствовали снабжению Филадельфии по воде. Армейские части, под командованием полковника фон Донопа (нем. von Donop), атаковали Ред Бэнк и были отбиты с большими потерями. Одновременно капитан Рейнольдс со своей флотилией атаковал форт на острове.
Фарватер был всего двести ярдов в ширину и Augusta с Merlin сели на мель и в ту ночь не могли сдвинуться, потому что подъёму прилива мешали преобладающие ветра. На следующий день американцы сосредоточили весь свой огонь на сидящих на мели кораблях, хотя дистанция была так велика, что повреждения от него были небольшие. HMS Isis перетянулся верпованием через нижнее заграждение, на помощь Augusta, и начались приготовления с целью облегчить корабль, но в это время загорелись пыжи на корме. Огонь быстро распространялся.
Прежде чем Augusta взорвалась, бо́льшая часть команды была спасена. Второй лейтенант Болдок (англ. Baldock), капеллан и пушкарь были среди немногих, погибших при взрыве. Команда также оставила и подожгла Merlin.